# Diethard von Koenigsmarck
Diethard Harrold Otto Leberecht Graf von Koenigsmarck (* 30. Januar 1923 in Radem, Landkreis Regenwalde; † 11. Juni 2010 in München) war ein deutscher Unternehmer.

## Werdegang
Diethard von Koenigsmarck entstammte dem preußischen Adelsgeschlecht Königsmarck. 1960 gründete er den Montagebetrieb Leit-Ramm in Vaterstetten (Landkreis Ebersberg). Das Unternehmen war zunächst auf Stahlschutzplanken spezialisiert. Später kamen Montagen im Bereich Industrieschutz hinzu. 1974 erweiterte Koenigsmarck sein Geschäftsfeld um den Bereich Photovoltaik.

## Ehrungen
- Verdienstkreuz am Bande der Bundesrepublik Deutschland

| Personendaten    | Personendaten                                                               |
| ---------------- | --------------------------------------------------------------------------- |
| NAME             | Koenigsmarck, Diethard von                                                  |
| ALTERNATIVNAMEN  | Koenigsmarck, Diethard Harrold Otto Leberecht Graf von (vollständiger Name) |
| KURZBESCHREIBUNG | deutscher Unternehmer                                                       |
| GEBURTSDATUM     | 30. Januar 1923                                                             |
| GEBURTSORT       | Radem                                                                       |
| STERBEDATUM      | 11. Juni 2010                                                               |
| STERBEORT        | München                                                                     |